# Мазепа (фільм, 1993)
«Мазепа» — французький драматичний фільм 1993 року режисера Бартабаса. Його показали на Каннському кінофестивалі 1993 року, де він здобув Великий Технічний приз. Це частина культурної спадщини в ім'я Мазепи, українського героя та поеми лорда Байрона.

## Сюжет
Базується на житті французького живописця Теодора Жеріко, який познайомився з відомим вершником Антоніо Франконі, директором цирку «Олімпіка». Жеріко вирішив залишитися і жити з цирком і малював лише коней, щоб спробувати зрозуміти таємницю цієї тварини. Мазепа уособлює людину, віднесену його пристрастю.

## У ролях
- Мігель Босе — Жеріко
- Бартаба — Франконі
- Бріджіт Марті — Мусте
- Єва Шакмундс — Александріна
- Фатіма Обот — Каскабелле
- Бакарі Сангаре — Джозеф
- Норман Калабрезе — друг Жеріко
- Анрі Карбаллідо — друг Жеріко
- Фредерік Шаван — друг Жеріко
- Патрік Кабакджіян — друг Жеріко
- Мішель Лакей — друг Жеріко
- Клер Лерой — друг Жеріко
- Бернар Маландейн — друг Жеріко